# Garčin
Garčin es un municipio de Croacia en el condado de Brod-Posavina.

## Geografía
Se encuentra a una altitud de 91 m s. n. m. a 206 km de la capital nacional, Zagreb.

## Demografía
En el censo 2011 el total de población del municipio fue de 4806 habitantes, distribuidos en las siguientes localidades:
- Bicko Selo - 517
- Garčin - 911
- Klokočevik - 607
- Sapci - 504
- Selna - 308
- Trnjani - 786
- Vrhovina - 261
- Zadubravlje - 912

| Gráfica de población de Garčin 1857-2011                            |
|                                                                     |
| Según los censos de población de la oficina estadística de Croacia. |